# Miran Burgič
Miran Burgič (ur. 25 września 1984 w Trbovljach) – słoweński piłkarz grający jako napastnik w Gorica.

## Kariera
W sezonie 2005/2006, grając dla ND Gorica Burgič był królem strzelców w lidze słoweńskiej z 24 bramkami w 35 meczach. Latem 2006 Burgič przeniósł się do AIK Fotboll. W swoim ostatnim meczu w AIK zdobył hat-tricka. Po tym opuścił klub i dołączył do Wacker Innsbruck na zasadzie wolnego transferu. Następnie występował w zespołach: Hapoel Ramat Gan, Ethnikos Achna i Olimpija. W lipcu 2015 przeszedł do słoweńskiego zespołu Gorica.
Ma za sobą występy w reprezentacji Słowenii U-21 i reprezentacji Słowenii.

## Sukcesy

### Gorica
- Mistrzostwo ligi słoweńskiej: 2003/04, 2004/05, 2005/06

### AIK
- Mistrzostwo Allsvenskan: 2009
- Puchar Szwecji: 2009
- Superpuchar Szwecji: 2010

### Hapoel Ramat Gan
- Puchar Izraela: 2013

### Inwidualne
- Król stzrelców 1. SNL: 2006